# كارل هوفمان (مخرج)
كارل هوفمان (بالألمانية: Carl Hoffmann)‏ هو مصور سينمائي ومخرج ألماني، ولد في 9 يونيو 1885 في نيسا في بولندا، وتوفي في 1947 في مندن في ألمانيا.

## وصلات خارجية
- كارل هوفمان على موقع IMDb (الإنجليزية)
- كارل هوفمان على موقع ألو سيني (الفرنسية)
- كارل هوفمان على موقع أول موفي (الإنجليزية)
- كارل هوفمان على موقع قاعدة بيانات الأفلام السويدية (السويدية)
- كارل هوفمان على موقع قاعدة بيانات الفيلم (الإنجليزية)
- كارل هوفمان على موقع كينوبويسك (الروسية)